# Pierre Karleskind
Pierre Karleskind (nascido a 19 de Outubro de 1979) é um oceanógrafo francês e político do Renascimento (RE) que foi eleito Deputado ao Parlamento Europeu em 2019.

## Carreira política
No Parlamento Europeu, Karleskind é membro do Intergrupo do Parlamento Europeu sobre Direitos LGBT, do Intergrupo do Parlamento Europeu sobre Mudanças Climáticas, Biodiversidade e Desenvolvimento Sustentável, do Intergrupo do Parlamento Europeu sobre Mares, Rios, Ilhas e Áreas Costeiras, e também faz parte do grupo contra o cancro.

## Posições políticas
Karleskind mobilizou 64 eurodeputados para encaminhar oficialmente à Comissão Europeia a prisão em massa de activistas LGBT pela polícia na Polónia.
Numa carta de 2022 ao Comissário Europeu para o Meio Ambiente, Oceanos e Pescas Virginijus Sinkevičius, Karleskind – com Stéphanie Yon-Courtin e Nathalie Loiseau – instou a UE a tomar medidas para acabar com as descargas de esgoto bruto das instalações britânicas de tratamento de água em águas compartilhadas, parte do que eles argumentaram foi uma redução inaceitável dos padrões ambientais desde o Brexit.